# 401Z
401Z – niskoburtowy wagon przeznaczony do przewozu węgla i rudy żelaza, a po pozbawieniu go burt mógł służyć jak platforma do przewozu ciężkich pojazdów. Powstał w sumie w trzech odmianach. 
Projekt wagonu powstał w 1960 w Centralnym Biurze Konstrukcyjnym Przemysłu Taboru Kolejowego. W wagonie tym ściany pudła dzielą się na 6 części: boczne burty składają się każda z dwóch elementów, a czołowe składają się z jednego elementu. Pierwsze prototypy powstały w grudniu 1961 roku i produkcja była prowadzona w Ostrowcu do 1963. Budowa została wznowiona w Świdnicy w roku 1966 i wtedy również zmodyfikowano dokumentację. Modyfikacji uległy wózki (z 1XT na 1XTa), dzięki czemu prędkość maksymalną zwiększono do 100 km/h. Kolejną modyfikacją, która zaszła w 1968, było dostarczanie dla PKP wagonów w dwóch wersjach: z burtami (Eamos) i z kłonicami (Rpps). Zbudowano również prototypy z ogrzewaniem w podłodze (401Zc), jak i wagony do wlewków dla Huty Katowice (40Zh).
Maksymalna pojemność ładunkowa wynosiła 30 m³, a minimalny promień łuku 90 m.
| Odmiana | Producent                | Lata budowy | ilość | źródło |
| ------- | ------------------------ | ----------- | ----- | ------ |
| 401Z    | Huta Ostrowiec           | 1961-1962   | 31    | [ 2 ]  |
| 401Z/1  | Huta Ostrowiec           | 1961-1963   | 779   | [ 2 ]  |
| 401Zb   | Fabryka Wagonów Świdnica | 1966-1973   | 7356  | [ 2 ]  |
| 40Zh    | Fabryka Wagonów Świdnica | ?           | 114   | [ 2 ]  |

Powstała również niewielka partia na wózkach 25TNa.